# Britney & Kevin: Chaotic (EP)
Britney & Kevin: Chaotic은 브리트니 스피어스의 음반이다.

## 트랙리스트
1. Chaotic
2. Someday (I Will Understand)
3. Mona Lisa
4. Over to You Now (영국, 일본 보너스 트랙)
5. Someday (I Will Understand) (Hi-Bias Signature Radio Remix) (유럽, 오스트레일리아, 라틴아메리아 보너스 트랙)

## 같이 보기
- 브리트니 스피어스의 음반 목록